# Franz Faßbinder
Franz Faßbinder (auch Franz Jakob Faßbinder, Pseudonym Franz J. Falckenberg; * 10. Juni 1886 in Trier; † 29. Mai 1960 in Bonn) war ein deutscher Literaturwissenschaftler, Pädagoge und Schriftsteller.

## Leben
Franz Faßbinder war der Sohn eines Oberlehrers an einem Lehrerseminar; zu seinen Geschwistern gehörten die Friedensaktivistin Klara Marie Faßbinder und der Schriftsteller Heinrich Faßbinder. Sein Enkel ist der Filmemacher Rainer Werner Fassbinder. Franz Faßbinder besuchte ein Gymnasium in Brühl, an dem er 1906 die Reifeprüfung ablegte. Anschließend studierte er Germanistik und Romanistik an den Universitäten in Freiburg im Breisgau, Clermont-Ferrand und Bonn.  Seit 1906 war er Mitglied der katholischen Studentenverbindung KDStV Arminia Freiburg im Breisgau. Nachdem er 1911 sein Staatsexamen bestanden hatte, absolvierte er sein Referendariat am Königlich-Preußischen Gymnasium in Bonn und seine Probezeit an Gymnasien in Rheydt und Remscheid. Ab 1917 unterrichtete er als Gymnasiallehrer an einem Lyzeum in Essen. Im gleichen Jahr promovierte er an der Universität Bonn mit einer Arbeit über den mittelalterlichen französischen Enzyklopädisten Petrus Berchorius zum Doktor der Philosophie. Ab 1925 war Faßbinder Oberstudiendirektor in Castrop-Rauxel (dem heutigen Adalbert-Stifter-Gymnasium). Nach der nationalsozialistischen Machtergreifung erfolgte 1933 seine Zwangspensionierung. Erst nach 1945 konnte Faßbinder wieder seine Berufstätigkeit aufnehmen: 1945 habilitierte er sich an der Universität Heidelberg, und ab 1946 hatte er eine Professur für das Fach Germanistik an der Universität Mainz inne.
Franz Faßbinder gab im Rahmen seiner Tätigkeit als Gymnasiallehrer eine Reihe von Schullesebüchern heraus. Daneben verfasste er erzählende Werke, Essays und Gedichte und übersetzte aus dem Französischen.

## Werke
- Eichendorffs Lyrik. Köln 1911
- Friedrich Hebbel. Köln 1913
- Das Leben und die Werke des Benediktiners Pierre Berçuire. Bonn 1917
- Der Weg durch die Sonne. Essen 1921
- Zwei Jahrhunderte deutscher Dichtung. Münster i. Westf. 1927 (zusammen mit Friedrich Kortz)
- Goethe, Götz von Berlichingen. Paderborn 1941
- Schiller, Wilhelm Tell. Paderborn 1941

## Herausgeberschaft
- J. Malassez: Jacques et Juliette. Bielefeld [u. a.] 1919
- Wilhelm Herchenbach: Bruno und Lucy oder Die Wege des Herrn sind wunderbar. Regensburg 1919
- Wilhelm Herchenbach: Ein Weißer unter den Wilden Afrikas. Regensburg 1920
- Die deutsche Dichtung in ihren kulturellen Zusammenhängen. Freiburg im Br. 1922  (herausgegeben zusammen mit August Kahle und Friedrich Kortz)
- Einkehr. Münster i.W. 1927
- Spiegel der Seele. Münster i.W. 1928 (herausgegeben zusammen mit Friedrich Kortz)
- Die Welt des Mittelalters. Münster i.W. 1928 (herausgegeben zusammen mit Friedrich Kortz)
- Vom deutschen Geistesleben. Münster (Westf.) (herausgegeben zusammen mit Heinrich Faßbender)
  - 1. Von Dichtung und Dichtern. 1930
  - 2. Von bildender Kunst und Musik. 1930
- In dulci jubilo. Mainz 1948
- Schicksal und Anteil. Münster/Westf. 1954

## Übersetzungen
- Jeanne Ancelet-Hustache: Das Buch von Jacqueline. Trier 1939 (übersetzt unter dem Namen Franz J. Falckenberg)
- Émile Baumann: Der Geopferte. Augsburg 1923
- Paul Claudel: Schrei aus der Tiefe. Paderborn 1948 (übersetzt zusammen mit Klara Marie Faßbinder)
- Pierre de Ronsard: Sonnets d'amour. Mainz 1948 (übersetzt zusammen mit Hanns Heinrich Faßbinder)